# Stan Romanek
Stanley Tiger "Stan" Romanek (nascido em 1 de dezembro de 1962) é um autor americano que proclama ter sido abduzido por alienígenas e que foi condenado como criminoso sexual. 
Ele foi o tema do documentário Extraordinário: A história de Stan Romanek. Suas alegações incluem ser  abduzido por alienígenas; ter um implante extraterrestre inserido no seu corpo; ter experimentado comunicações telepáticas com alienígenas;  e estar vestido com roupas femininas pelos mesmos. Romanek foi incapaz de corroborar qualquer uma das suas alegações relacionadas a supostos indivíduos de outros planetas.
Em 8 de agosto de 2017, Romanek foi considerado culpado por posse ilegal de pornografia infantil. Em 14 de dezembro de 2017, ele foi condenado a servir dois anos em um centro de correções comunitárias. Ele agora é um criminoso sexual registrado no programa de nível 3 para negadores severos. Ele não pode usar computadores não monitorados ou contatar crianças menores de 18 anos, sem aprovação especial.

## Vida pessoal
Stan Romanek nasceu em 1962 em um hospital militar de Denver, Colorado, seu pai era um oficial não comissionado da Força Aérea dos Estados Unidos, e é o mais novo de quatro filhos.

## Relato
Romanek afirma ser abduzido por alienígenas. Ele diz que seu primeiro encontro com OVNIs ocorreu em 2000, e que ele teve muitas experiências com extraterrestres desde aquela época. Estes incluem a descoberta de feridas misteriosas em seu corpo que brilhavam sob uma luz negra e a comunicação com alienígenas através de vozes eletrônicas recebidas. Ele também alega que estes seres seguiram seu carro e visitaram sua casa e a partir daí obteve contato telepaticamente com eles. Em um relato de 2003, ele disse que acordou e se viu usando uma camisola de flanela feminina e suspeitou que ele havia sido sequestrado e devolvido em roupas diferentes. Romanek diz que finalmente chegou a suspeitar que as roupas pertenciam a outro suposta abduzida, Betty Hill. Quando perguntado se o vestido tinha sido testado para verificar se era o DNA de Hill, Romanek afirmou que não fez porque o teste era muito caro.
Dwight Connely, editor do MUFON UFO Journal, incluiu o caso Stan Romanek em seu livro de 2004, The World's Best UFO Cases, aclamando-o como o melhor caso atual devido a: presença de testemunhas independentes; marcas e ferimentos em seu corpo; um grande círculo queimado; vídeos de fenômenos estranhos; e fórmulas matemáticas um pouco complicadas, que pareciam estar bem além da capacidade de Romanek. Connelly diz: "Este caso só deve ser visto como um possível melhor caso a longo prazo que esperamos que seja considerado legítimo dez anos depois".
Aparecendo numa revista de notícias Primetime da rede ABC em 2009, Romanek sofreu hipnose por R. Leo Sprinkle, um psicólogo especializado em casos de abdução por alienígenas. Durante a hipnose, Romanek escreveu a equação de Drake, que é uma fórmula usada para estimar o número de civilizações comunicativas extraterrestres em nossa galáxia. Joe Nickell, do Center for Inquiry, sugeriu que a equação foi feita por meio de memorização simples.

## Controvérsias

### Boo Video
Em 2008, Romanek apareceu no talk show Larry King Live, juntamente com Jeff Peckman, ex-candidato a prefeito de Denver, defendendo a história de Romanek como parte de sua campanha para uma Comissão de Assuntos Extraterrestres de Denver. Romanek alegou ter gravado um vídeo de um alienígena espiando em sua janela. Isso agora é comumente chamado de "Boo Video".
Em maio de 2008, durante uma entrevista no programa de rádio Coast to Coast AM, o apresentador George Noory sugeriu que Romanek passasse por um teste de detector de mentiras para verificar a autenticidade do "Boo Video". Romanek concordou com este teste. Quando foi realizado no final daquele ano, ele teria faltado com a verdade na pergunta: "A fita do Boo é uma farsa?" Ele alegou sem provas que tinha condições médicas que impedem um teste de detector de mentiras de funcionar nele. Mais tarde em 2009, na Conferência dos Mistérios do Universo na cidade de Kansas, Romanek alegou, sem evidência, que ele foi forjado pelo radialista Noory para não passar no teste.
Romanek fez uma afirmação não confirmada de que ele consultou um especialista em vídeo, declarando sem evidência, que o Boo Video teria custado US$ 50.000 para falsifica-lo. Um paranormal de Denver afirma que o grupo de investigações, Rocky Mountain Paranormal Research Society, desacreditou essa afirmação, dizendo que eles criaram o vídeo por cerca de US$ 90.

### Sem implante
Em 2009, em entrevista a revista de notícias Primetime da rede ABC, Romanek disse que tinha provas físicas de suas experiências de abdução por meio de um implante alienígena em sua perna. Quando um exame médico para o implante foi solicitado, Romanek disse que havia desaparecido.

### Pornografia infantil
Em 13 de fevereiro de 2014, Romanek foi preso depois de entregar-se na cadeia do condado de Larimer sob a acusação de possuir e distribuir pornografia infantil, sendo o resultado de uma investigação de oito meses lançada pelo Departamento de Segurança Interna dos EUA. Mais de 300 imagens, além de arquivos de vídeo contendo pornografia infantil foram encontrados nos computadores de Romanek. Depois de aparecer no tribunal do condado de Larimer, Romanek foi liberado por US$ 20.000 como fiança de reconhecimento pessoal. Em março de 2016, Romanek se declarou inocente de ambas as acusações depois de recusar um acordo judicial da 8ª Promotoria Judiciária.
Em 8 de agosto de 2017, Romanek foi considerado culpado por posse ilegal de pornografia infantil, mas não por distribuição de pornografia infantil.  Sua sentença foi realizada em 14 de dezembro de 2017, onde foi sentenciado a servir dois anos na casa de tratamento do condado de Larimer para correções comunitárias e listar-se como criminoso sexual. Ele se apresentou imediatamente à prisão para aguardar por espaço disponível nessa instalação. Como criminoso sexual, ele agora está sujeito a 10 anos de estágio supervisionado intensivo, não tem permissão para usar computadores ou dispositivos eletrônicos não monitorados e não pode entrar em contato com crianças menores de 18 anos sem aprovação do programa de correções comunitárias.
A esposa dele, Lisa, dissera: "Vamos levar a ufologia ao tribunal". Após o julgamento, seus advogados de defesa do escritório de advocacia do Colorado, McClintock & McClintock, afirmaram que não fizeram isso porque não era relevante para o caso. Eles aconselharam Romanek a apelar em respeito a condenação e contratar um novo advogado de defesa para lidar com o caso de apelação, que, de acordo com os advogados de Romanek, é um conselho padrão. Após o anúncio do veredito, Lisa Romanek disse que planejava apresentar uma notificação de apelação dentro de um período de 45 dias. 
Romanek fez acusações públicas de que o governo do seu país havia colocado as provas em seu computador. Na audiência de condenação, o promotor distrital Joshua Ritter acusou-o de fraude "para tentar colocar a culpa em outros" e "evidência de manipulação" na forma de vídeos alegando falsamente que seu computador tinha sido hackeado. Ritter revelou que Romanek tentou até enquadrar seu enteado Jacob Shadduck por colocar a pornografia no computador; O promotor apontou que até mesmo a equipe de defesa não permitiria tais provas no tribunal.  O advogado de Romanek, Ted McClintock, afirmou que seu cliente planeja recorrer da condenação.

### Admitindo falsificações
Em um vídeo de 2015 numa entrevista no programa Peter Maxwell Slattery, Romanek disse que ele falsificou o estranho movimento de objetos que ocorreram durante uma entrevista de 2014 no mesmo programa. Romanek inicialmente negou ter falsificado provas, e mais tarde pediu desculpas, alegando que uma conspiração do governo estadunidense o coagiu a confessar e se incriminar.

### Previsões
No livro de 2009 de Romanek, Mensagens (em inglês: Messages), ele alegou ter recebido comunicações de extraterrestres e que um astrônomo (sem nome) interpretou os desenhos que Romanek fez sob hipnose de alinhamentos planetários apontados para 21 de setembro de 2012. Romanek disse que não sabia que evento significativo aconteceria naquela data, mas especulou que poderia ser quando os alienígenas se apresentassem à humanidade, ou talvez quando os desastres naturais que ele via em visões acontecessem. Nenhuma dessas previsões aconteceu, ao menos confirmadas.

## Documentário
Em 2017, J3FILMS produziu um documentário sobre este caso: Extraordinário: A história de Stan Romanek, com o título original sendo Extraordinary: The Stan Romanek Story (105 minutos, 2 de novembro de 2013), foi disponibilizado para streaming através do Netflix. O documentário apresentava uma gravação de voz de uma ligação com o híbrido humano-alienígena chamado Kioma, que afirma ser a filha de Romanek, a mais antiga das sete réplicas. Ela também afirmou que Romanek é o pai de duas outras meninas. Em 3 de julho de 2019, o documentário deixa a plataforma.

## Publicações em destaque
- Messages: The World's Most Documented Extraterrestrial Contact Story. [S.l.: s.n.] ISBN 978-0738715261
- The Orion Regressions. [S.l.: s.n.] ASIN B007F81FR2
- Answers. [S.l.: s.n.] ASIN B0073M7W2W

A esposa dele, Lisa, também escreveu sobre suas experiências de abdução em From My Side of the Bed'. [S.l.: s.n.] ASIN B0073M89GA
Etherean LLC, editora que publica seus livros, foi registrada pela Secretaria do Colorado em setembro de 2011, tendo Stan Romanek como representante.